# 1562 год в науке
В 1562 году произошли различные научные и технологические события, некоторые из которых представлены ниже.

## События
- 12 июля — В Мехико по приказу инквизитора Диего де Ланда производится массовое сожжение рукописей индейцев майя[1].

## Публикации
- Архитектор Джакомо да Виньола опубликовал свой главный и самый популярный труд: «Правило пяти ордеров архитектуры» (итал. Regola delli cinque ordini d’architettura), в основу которого положено доскональное изучение античных памятников[2].

## Родились

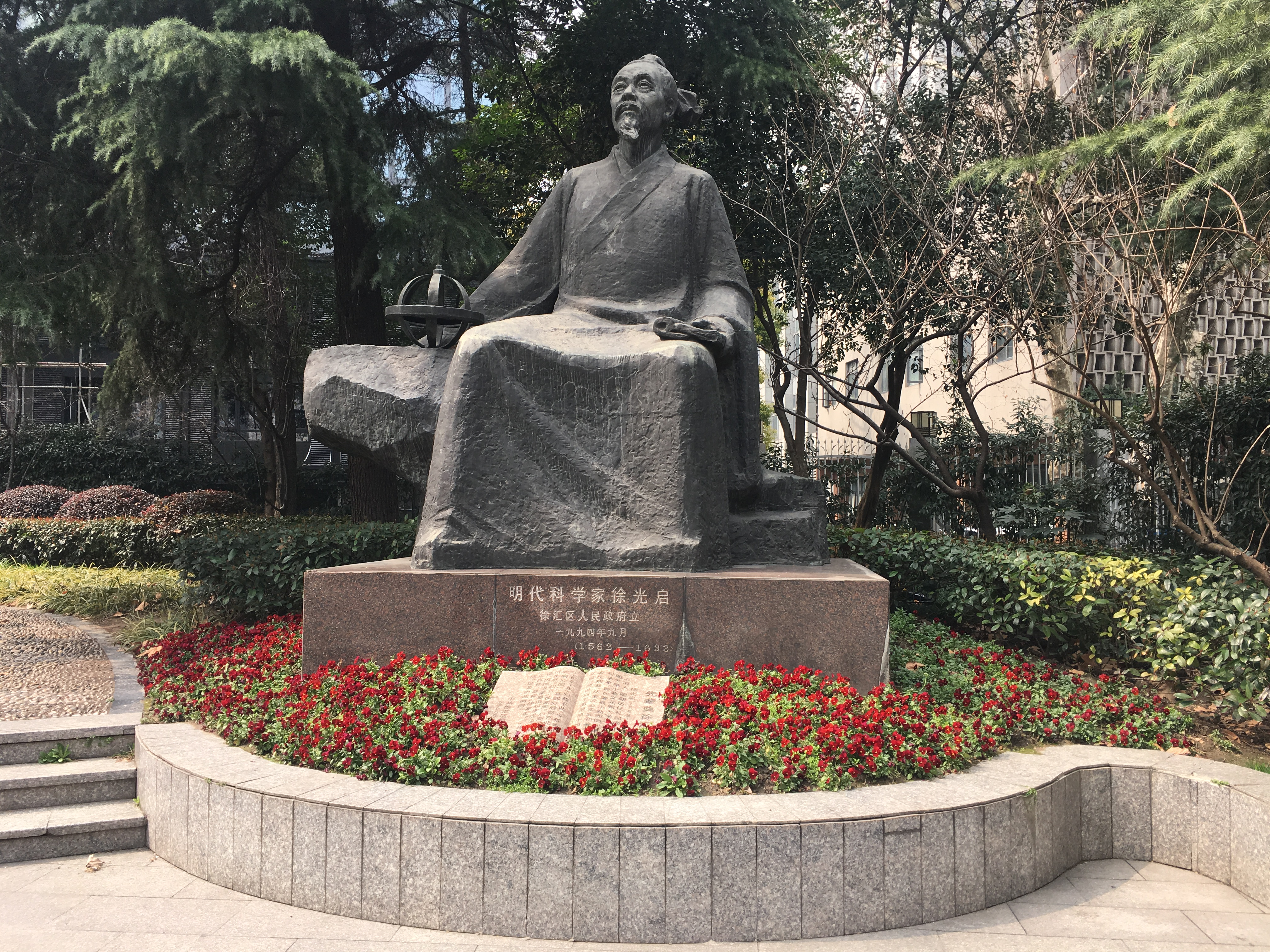
Памятник Сюй Гуанци в Шанхае

См. также: Категория:Родившиеся в 1562 году
- 24 апреля — Сюй Гуанци,  китайский учёный широкого профиля: переводчик, математик, агроном, астроном (умер в 1633 году).
- 4  октября — Христиан-Северин Лонгомонтан, датский астроном (умер в 1647 году).

## Скончались
См. также: Категория:Умершие в 1562 году
- Габриеле Фаллопий —  итальянский врач и анатом (род. в 1523 году)